# Ha Seok-jin
Ha Seok-jin (* 5. März 1982 in Seoul, Südkorea) ist ein südkoreanischer Schauspieler.
In der Fernsehsendung Something about 1% (2016) spielte er den Lee Jae-in.

## Filmografie

### Film
- 2006: See You After School
- 2006: Sexy Teacher
- 2007: Unstoppable Marriage
- 2008: Summer Whispers
- 2016: Like for Likes

### Fernsehen
- 2005: Sad Love Story
- 2005: Princess Lulu
- 2006: Dr. Kkang
- 2006: Korea Secret Agency
- 2007: If in Love… Like Them
- 2007: Hello! Miss
- 2007: Drama City
- 2008: I am Happy
- 2009: What’s for Dinner?
- 2010: The Great Merchant
- 2010: Once Upon a Time in Saengchori
- 2011: Can’t Lose
- 2011: If Tomorrow Comes
- 2012: Standby
- 2012: Childless Comfort
- 2013: Shark
- 2013: Thrice Married Woman
- 2014: Legendary Witches
- 2015: D-Day
- 2016: Iron Lady
- 2016: Drinking Solo
- 2016: 1% of Anything
- 2017: Radiant Office
- 2019: Crash Landing on You
- 2023: The Devil’s Plan